# Światełko
Światełko – czasopismo dla dzieci niewidomych i niedowidzących wydawane w Warszawie przez Polski Związek Niewidomych. Ukazuje się w dwóch wersjach: w języku Braille’a jako dwutygodnik i w wersji czarnodrukowej (druk powiększony) jako miesięcznik. Skierowane jest do dzieci w wieku gimnazjalnym. Prenumerata czasopisma jest bezpłatna. 
Redaktorem naczelnym jest Ewa Fraszka-Groszkowska (2005).